# ديفيد بيكوك (لاعب البولنغ)
ديفيد بيكوك (بالإنجليزية: David Peacock)‏ هو لاعب البولنغ ‏ بريطاني، ولد في 30 يناير 1970 في إدنبرة في المملكة المتحدة.